# 武藤常介
武藤 常介（むとう つねすけ、1890年3月21日 - 1963年8月6日）は、日本の政治家。参議院議員（2期）。衆議院議員（1期）。位階は従四位。勲等は勲二等。旧姓は黒羽。

## 経歴
茨城県久慈郡誉田村（現常陸太田市）生まれ。茨城県立師範学校（現茨城大学）卒業後、久慈郡太田小学校訓導、太田実科高等女学校講師などを経て、1925年に太田町議会議員に当選。1932年（昭和7年）には太田町長に就任し、3期。この間、1942年には茨城県町村長会長を歴任した。
国政選挙では、1946年の総選挙で茨城選挙区に日本進歩党から出馬して初当選、だが公職追放に遭い1期限りで不出馬となる。追放解除後の1953年の参院選で茨城県選挙区に改進党から出馬して当選し、以後2期。この間に改進党副幹事長、日本民主党参議院幹事長（1955年3月）、自由民主党総務、同茨城県連会長（1955年11月）、同国会対策副委員長（1958年6月）を務め、第3次鳩山一郎内閣では労働政務次官を務める。1958年11月には治水事業に携わり久慈川改修期成同盟会を結成して改修工事の進捗に寄与したとして藍綬褒章を受章している。2期目途中の1963年8月6日死去、73歳。死没日をもって勲二等瑞宝章追贈（勲八等からの昇叙）、従四位に叙される。
1979年常陸太田市名誉市民。
長男の武藤彬、孫の武藤均は茨城県議会議員を務めた。四男の武藤格はルミネ社長。

## 著書
- 『労働問題と労働行政』1956年、労働行政研究所